# ニューバッファロー駅
ニューバッファロー駅（英語：New Buffalo station）はミシガン州ニューバッファロー ノース・ウィッタカー・ストリート226にある駅。 全米各地を結ぶ旅客鉄道のアムトラックが乗り入れている。

## 概要
当駅は2008年11月に着工し、2009年春にコンクリートを打設し、2009年10月26日に開業した。

## 利用可能な鉄道路線／列車
アムトラックの停車する列車は下記の通り。
シカゴとポンティアック間の昼行中距離列車ウォルバリン号… 1日1.5往復停車
シカゴとポートヒューロン間の昼行中距離列車ブルー・ウォーター号… 1日1往復停車